# Resígaros
Els resígaros són un poble indígena del Perú que habitaven inicialment en la zona compresa entre els rius Caquetá i Putumayo en territori actualment colombià. Amb el pas del temps van migrar a territori peruà, i avui viuen principalment al departament de Loreto. Segons l'INEI, l'any 2007, una comunitat nativa de la província de Mariscal Ramón Castilla es va identificar com resígaro.
La seva llengua ètnica pertany al grup de Llengües arawak de l'Alt Amazones, l'última parlant del qual, Rosa Andrade Ocagane (67 anys), fou assassinada el novembre de 2016 a Nueva Esperanza, a l'interior de l'Amazònia peruana. Tanmateix, culturalment han estat vinculats amb els pobles bora, murui-muinane i ocaina, per la seva història i la seva ubicació. A més, es coneix que moltes famílies resígaro s'han integrat en comunitats del poble ocaina. Segons dades obtingudes pel Ministeri de Cultura, la població de la comunitat resígaro s'estima en 37 persones.

## Història
D'acord amb l'INEI en el seu II Cens de Comunitats Indígenes de l'Amazònia del Perú, aquest poble hauria estat esmentat per primera vegada en 1910, en l'enumeració de poblacions de la família lingüística witoto que va fer Walter Hardenburg (INEI 2007).
La poca informació etnogràfica sobre el poble resígaro es deu, probablement, al fet que la seva població va ser enormement disminuïda durant l'època d'auge de l'extracció del cautxú. Segons Darcy Ribeiro i Mary Wise (1978), els resígaro constitueixen un dels pobles que més va sofrir per la incursió dels caucheros i pel contacte amb noves malalties.
En el I Cens de Comunitats Indígenes de la Amazonía realitzat l'any 1993, el poble resígaro va formar part dels pobles indígenes no censats, possiblement pel fet que els seus membres es trobaven vivint en comunitats pertanyents a altres pobles, o en comunitats de molt difícil accés. Tanmateix, en el següent cens realitzat l'any 2007, l'INEI va identificar una comunitat resígaro al departament de Loreto (INEI 2007).
A conseqüència de la integració de famílies resígaro en comunitats ocaina, ha estat possible trobar alguns ocaina-parlants que, malgrat no parlar l'idioma resígaro, es reconeixen com a part d'aquest poble (Allin 2008).
Per part seva, l'Institut Lingüístic d'Estiu (2006) i Gustavo Solís (2009), han sostingut que els membres d'aquest poble estarien bastant integrats en comunitats mestisses de la zona.